# 安铺镇
安铺镇，是中华人民共和国广东省湛江市廉江市下辖的一个乡镇级行政单位。安铺镇因廉江的各色美食小吃而成为“中国十大最具影响力美食名镇”之首。尤以安铺鸡饭、安铺簸箕炊有名。

## 行政区划
安铺镇下辖以下地区：
东大街社区、中大街社区、南大街社区、瑞南街社区、西大街社区、长安社区、城北社区、城南社区、安糖社区、新区社区、东山社区、港头社区、南兴社区、城西社区、夏插村、水流村、鹤塘村、洪坡村、牛皮塘村、田头仔村、珠盘海村、老马村、三墩村、急水村、茂桂路村、欧家村、龙潭村、博教村、茅坡村、新建村、合河村和久渔村。